# Gondar (Vila Nova de Cerveira)
Gondar ist ein Ort und eine ehemalige Gemeinde (Freguesia) im Norden Portugals.
Gondar gehört zum Kreis Vila Nova de Cerveira im Distrikt Viana do Castelo. Die Gemeinde hatte eine Fläche von 3,6 km² und 127 Einwohner (Stand 30. Juni 2011).
Am 29. September 2013 wurden die Gemeinden Gondar und Candemil zur neuen Gemeinde União das Freguesias de Candemil e Gondar zusammengeschlossen.